# Onepoint
Onepoint est une entreprise française spécialisée dans la transformation numérique des entreprises et organisations.
Fondé en 2002 par David Layani, actuel président, le groupe est présent dans huit pays (Pays-Bas, Belgique, France, Australie, Canada, États-Unis et Tunisie) et compte plus de 4 000 salariés. En 2023, Onepoint génère un chiffre d'affaires de 500 millions d'euros. Son siège social est situé à Paris, à proximité du Trocadéro.

## Histoire
Onepoint est créée en 2002 par David Layani, actuel président.
Entre 2003 et 2007, l'entreprise s'installe au Canada, en Tunisie et en Chine. En 2008, des centres de production sont installés à Bordeaux et Nantes et l’école Onepoint est créée. Elle est destinée à la formation continue des collaborateurs du groupe et de ses clients.
En 2015, elle acquiert l’entreprise Vision IT et participe aux marchés du Luxembourg, de la Belgique et des Pays-Bas.
En 2016, elle acquiert Natea consulting, société de conseil en architecture d’entreprise (cette société fait l'objet d'une fusion en juillet 2018) et prend une participation majoritaire dans la société Trixir, startup spécialisée dans la ludification.
La même année, Onepoint quitte Boulogne-Billancourt et inaugure son nouveau siège social de 4 000 mètres carrés dans le 16e arrondissement de Paris.
En 2018, Onepoint acquiert Geronimo, agence de création d’applications mobiles. La même année, l’entreprise ouvre un bureau à Lyon et un en Australie.
En septembre 2018, Onepoint fait l'acquisition du cabinet de conseil Weave qui compte 400 consultants.
En mai 2021, Onepoint cède ses activités au Luxembourg à Talan.
En juin 2021, Onepoint rachète Timwi Consulting
En décembre 2021, Onepoint annonce le rachat du cabinet de conseil parisien Nexworld
En novembre 2023, Onepoint rentre de façon significative au capital d'Atos, un peu plus d'un an après le rejet de sa proposition de rachat d'Evidian (entité regroupant les activités de cybersecurité, d'activités digitales et les supercalculateurs d'Atos, renommée Eviden depuis).
Le 10 juin 2024, le conseil d’administration d'Atos décide de choisir la proposition de l'offre de restructuration financière présentée par le consortium emmené par Onepoint, sous la direction de David Layani.

## Organisation
En 2015, l’entreprise a abandonné l'organisation pyramidale traditionnelle au profit d'un modèle holacratique et propose ainsi à ses employés de s’affilier à des collectifs ouverts et interconnectés en fonction de leurs expertises, techniques ou métiers. En parallèle, l’organisation a été simplifiée avec la suppression de la plupart des niveaux hiérarchiques pour n’en garder que trois. Depuis 2011, le télétravail est intégré à l'organisation grâce à un accord d'entreprise.

## Secteurs d'activités
- Énergie
- Vente
- Télécommunication
- Secteur public
- Médias